# Astyanax brevirhinus
Astyanax brevirhinus är en fiskart som beskrevs av Eigenmann, 1908. Astyanax brevirhinus ingår i släktet Astyanax och familjen Characidae. Inga underarter finns listade.